# Безчастнов Михайло Федорович
Михайло Федорович Безча́стнов (нар. листопад 1872, Бендери — пом. 5 травня 1942, Одеса) — український архітектор, інженер, педагог. Дід архітектора Ігоря Безчастного.

## Життєпис
Народився у листопаді 1872 року у місті Бендерах (тепер Молдова). Протягом 1892—1898 років навчався в Інституті цивільних інженерів у Санкт-Петербурзі. Одночасно працював помічником архітекторів Юрія Дмитренка і Семена Ландесмана.
Здобувши освіту працював техніком, засткпником міського інженера, з 1903 року міським інженером Одеської міської управи. Одночасно з 1899 року брав участь у роботі Одеського відділення Російського технічного товариства (з 1903 року — секретар, з 1911 року — голова будівельного відділу). У 1910 році обирався делегатом 4-го з'їзду російських зодчих, був одним із організаторів Південно-російської художньої виставки.
З 1920 — міський архітектор Одеси. З 1930 року викладав в Одеському інституті інженерів комунального та цивільного будівництва.
Помер в Одесі 5 травня 1942 року.

## Споруди і проєкти в Одесі
імперський період

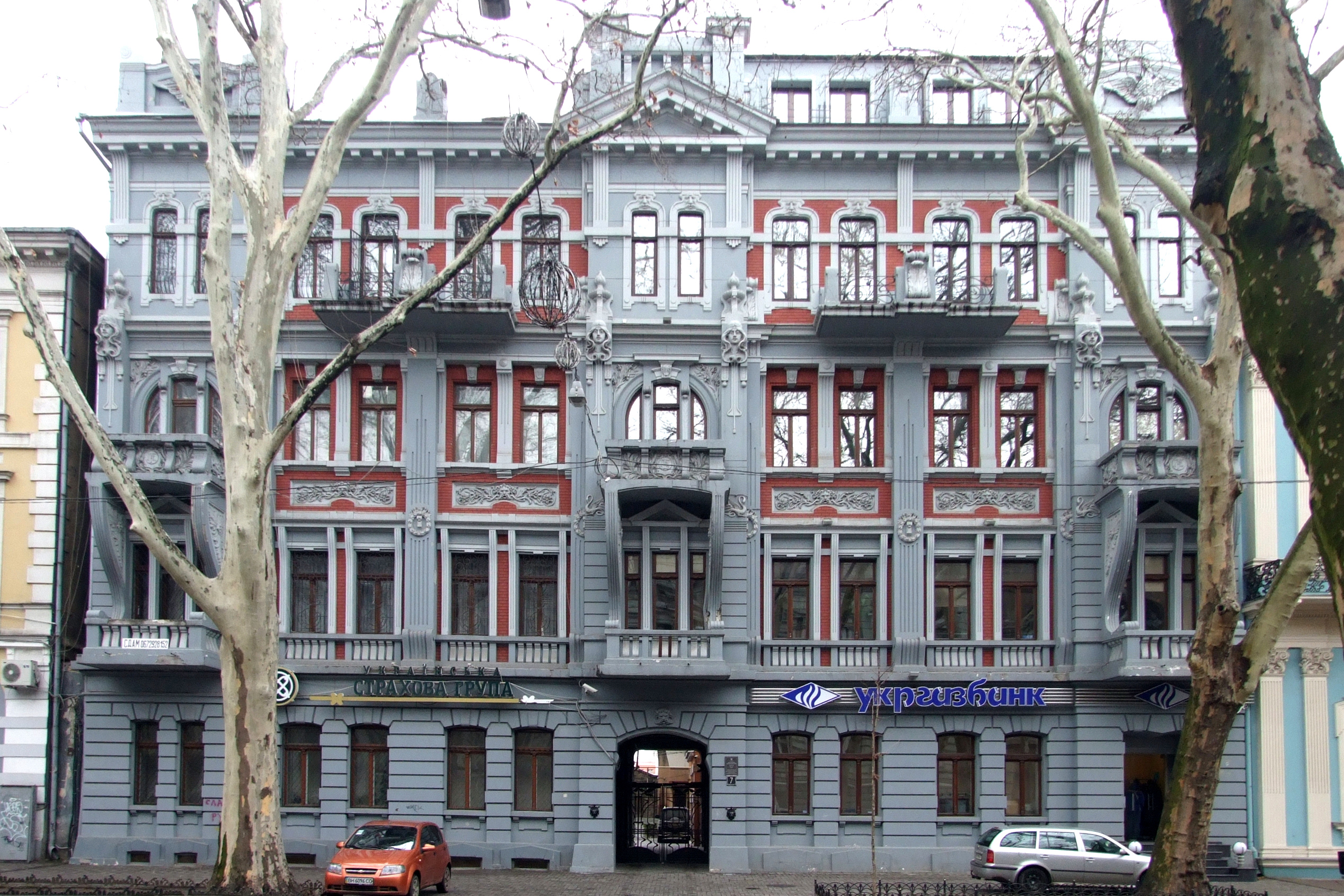
Прибутковий будинок Раллі.

- Будівля складу в дворі Мартинової між Соборною площею та вулицею Поліцейською (1907);
- Житловий будинок (прибутковий будинок Раллі) по вулиці Італійській № 7 (1908, у співавторстві з Василем Зуєвим та Фрідріхом Кюнером);
- Споруди на Молдаванці;
- Проєкт каналізації Пересипу (1913);
- Проєкт розпланування у вигляді 3-х терас і озеленення району Ланжерона (1914, співавтор садівник Микола Орликов);

радянський період
- Два генеральні плани реконструкції міста (1938—1938), де пропонував:
  - для будівництва лінії метро використати існуючі катакомби;
  - проєктувати Комсомольський бульвар із облаштуванням пішоходного мосту через спуск Жанни Лябурб (реалізовано у повоєнні роки);
- Облаштування курорту «Аркадія» (1930-ті);
- Розплануванням парків у Лузанівці та Водяній Балці (1930-ті);
- Відновленням Потьомкінських сходів і Дюківського саду (1930-ті);
- Проєкт парку імені Тараса Шевченка (1936, у співавторстві з Мойсеєм Замечеком та Яковом Гольденбергом);

## Публікації
Публікувався в часописі «Зодчий»:
- «Строительная деятельность в Одессе в 1903 г.» (1902, № 7);
- «Памятник французско-русских симпатий в Одессе» (1902, № 20);
- «Гидропатические заведения в г. Одессе» (1902, № 31, 32);
- «Новая больница в Одессе» (1904, № 34);
- «Артели в России» (1904, № 37);
- «Дом общества взаимного кредита в Одессе» (1904, № 45);
- «Строительная деятельность в Одессе за 1905 г.» (1906, № 9).